# Francesco Martella
Francesco Martella (Atri, 26 gennaio 1898 – Atri, 17 novembre 1943) è stato un antifascista italiano.

## Biografia
Nato ad Atri nella famiglia di un agente di campagna e di una cucitrice, lavorò come calzolaio fino al 1924, quando emigrò a Caprino Veronese. Due anni più tardi si sposò e si trasferì a Verona, dove nacquero i due figli Sergio e Giovanna Edda, e si avvicinò ai circoli antifascisti della città.
Tenuto sotto osservazione dell'OVRA, che avrebbe successivamente raccolto su di lui un fascicolo di oltre cento documenti, nel 1930 si spostò a Parigi, dove continuò a lavorare nel settore calzaturiero. In Francia Martella aderì a Giustizia e Libertà, e nel 1934 divenne segretario della sigla di Parigi del movimento.
Nell'agosto del 1936, dopo lo scoppio della Guerra civile spagnola, Martella accorse come volontario a sostegno della Repubblica spagnola. Combatté nel Quinto Regimiento guidato da Vittorio Vidali e fu elevato al rango di ufficiale dopo la battaglia di Guadalajara. 
Rientrato a Parigi, divenne segretario dell'Associazione italiana antifascisti. Nel luglio del 1940, a seguito dell'invasione nazista della Francia, venne arrestato dalla polizia tedesca ed estradato in Italia. A novembre fu trasferito a Ventotene per scontare una condanna a cinque anni di confino.
Fu liberato nell'agosto 1943, dopo la caduta del fascismo, e a settembre fu a capo di un gruppo di franchi tiratori durante le giornate di Porta San Paolo. Tornò poi ad Atri e tentò di organizzarvi un gruppo di resistenza armata. La notte del 17 novembre fu però vittima di un agguato fascista e venne ucciso a colpi di pistola nella propria abitazione. Sul delitto non fu mai fatta piena luce: dopo la guerra un noto fascista locale, Giuseppe Pietropaolo, venne condannato a venti anni di reclusione per concorso in omicidio, ma i mandanti non vennero individuati e alcuni documenti decisivi sarebbero stati fatti scomparire.
A Francesco Martella fu intitolato un gruppo partigiano operante nel teramano. Dal 1990 porta il suo nome una piazza di Atri, e nella città natale è ricordato anche con una statua e una lapide. Su Martella è stato realizzato nel 2014 un documentario dal titolo Intervista al buio.